# Heat (parfum)
Pour les articles homonymes, voir Heat.

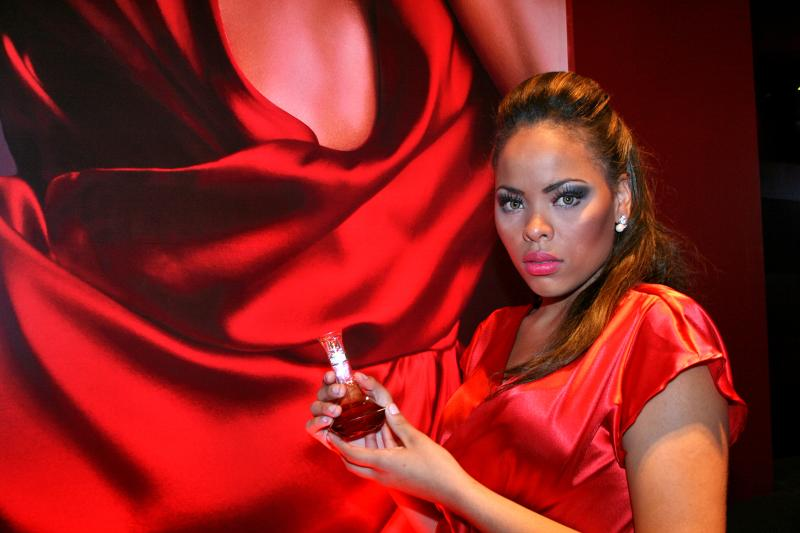
Un mannequin tenant un flacon du parfum Beyoncé Heat.

Beyoncé Heat ou Heat, qui signifie « chaleur », est un parfum pour femme, le premier de la chanteuse internationalement connue Beyoncé Knowles, sorti le mardi 22 février 2010 et inauguré dans le magasin Macy's de New York. Avant le lancement de son parfum, Beyoncé, très fière de cette création, s'est confiée au quotidien de mode Women's Wear Daily, en affirmant et insistant bien sur le fait qu'elle avait eu une très grande part de responsabilité dans la réalisation du parfum : « Tout, du design de la bouteille au nom et aux idées de pub vient de moi. Quand je m'engage à faire quelque chose, je le fait à 100 %, et je n'avais jamais fait de parfum avant. » Beyoncé a travaillé pendant plus de deux ans sur son parfum qui est décliné en trois flacons, entre vingt et cinquante euros environ. Le parfum est développé par la société Coty et on peut le retrouver en France dans les magasins des enseignes Carrefour, Auchan, E.Leclerc et Super U.

## Composition
Le parfum Beyoncé Heat est un parfum à la teinte rouge et à l'odeur fruitée, construit autour de fleurs rares et de notes boisées.